# Pomnik Wandy Tazbir w Warszawie
Pomnik Wandy Tazbir – pomnik w formie kamiennej ławki, umieszczony na dziedzińcu Instytutu Głuchoniemych w Warszawie przy pl. Trzech Krzyży 4/6, upamiętniający harcmistrzynię Wandę Tazbir (ur. 1920, zm. 2006) – instruktorkę Związku Harcerstwa Polskiego, uczestniczkę powstania warszawskiego. Został odsłonięty 21 października 2007.

## Opis
Pomnik przedstawia Wandę Tazbir w mundurze harcerskim siedzącą na kamiennej ławeczce. Postać ma lewą rękę wyciągniętą w geście trzymania kwiatów. U stóp posągu znajduje się kamienny krąg, w który wpisana jest lilijka harcerska i napis: „1920 WANDA TAZBIR 2006”. Na lewo od monumentu znajduje się mniejszy głaz z tablicą w kształcie otwartej książki. Na lewej karcie znajduje się inskrypcja w języku polskim:

Wanda Tazbir. Pseudonimy konspiracyjne: Dobrochna Suliborska i Dopływ, żołnierz AK, Harcmistrz ZHP, komendantka Szczepu „Tęcza”, Kawaler Orderu Uśmiechu, w swojej skromności najszlachetniejszej wielki przyjaciel głuchych. Druhna Wanda Tazbirówna, będąc jeszcze uczennicą Liceum im. Królowej Jadwigi, rozpoczęła w 1937 r. pracę harcerską w Instytucie. Po wybuchu wojny w 1939 r. włączyła się w pracę konspiracyjną: była instruktorką sanitariuszek i nauczycielką tajnego nauczania. Z narażeniem życia ratowała Żydów, za co została odznaczona medalem „Sprawiedliwy wśród Narodów Świata”, a w 2002 r. otrzymała tytuł Honorowej Obywatelki Izraela. Uczestniczyła w Powstaniu Warszawskim. Po kapitulacji więziona była w niemieckich obozach jenieckich. W 1945 r. została żołnierzem RAF w Anglii. W 1947 r. wróciła do Polski i natychmiast włączyła się w pracę harcerską. W ciągu ponad 60-ciu lat pracy wychowała tysiące niesłyszących harcerzy i liczne grono instruktorów. Wszystkim przekazywała zasady skautingu, uczyła miłości do Polski, braterstwa i poszanowania każdego człowieka. Nikomu nigdy nie odmówiła pomocy. Organizowała spotkania, podczas których opowiadała młodzieży polskiej i żydowskiej o okrutnych latach wojny, o holocauście, o Powstaniu Warszawskim. Druhna Wanda Tazbirówna ukochała postać ks. Jakuba Falkowskiego założyciela Instytutu Głuchoniemych, a swoje życie bez reszty poświęciła jego wychowankom.

Na prawej karcie znajduje się inskrypcja o Wandzie Tazbir w języku angielskim i języku hebrajskim.

## Galeria

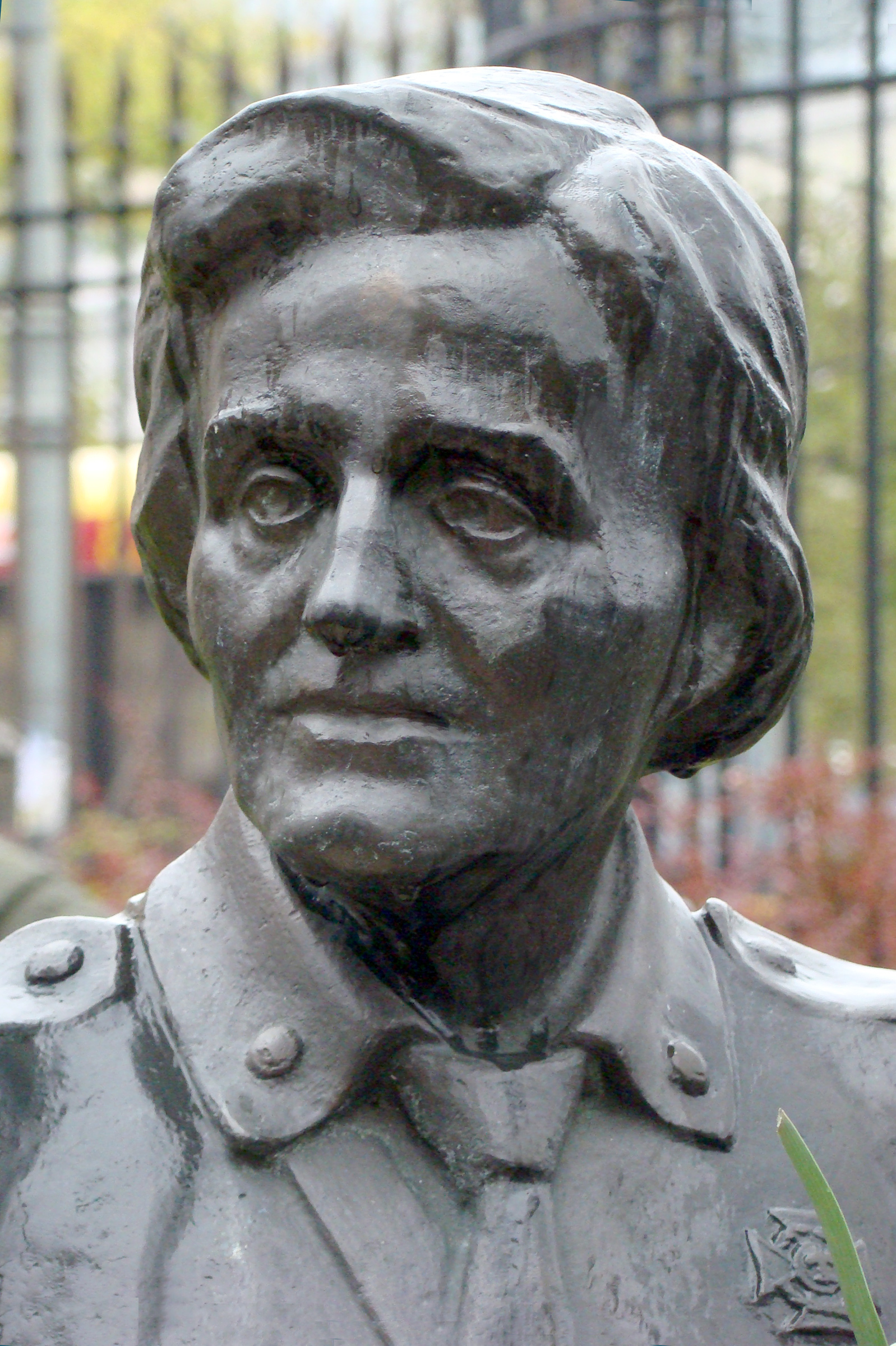
Twarz Wandy Tazbir